# Таятский сельсовет
Таятский сельсовет — сельское поселение в Каратузском районе Красноярского края.
Административный центр — село Таяты.

## Население
| 2010 | 2012 | 2013 | 2014 | 2015 | 2016 | 2017 |
| ---- | ---- | ---- | ---- | ---- | ---- | ---- |
| 595  | ↗661 | ↗681 | ↘660 | →660 | ↘659 | ↗703 |

## Состав сельского поселения
| № | Населённый пункт | Тип населённого пункта       | Население |
| - | ---------------- | ---------------------------- | --------- |
| 1 | Малиновка        | деревня                      | ↗42       |
| 2 | Таяты            | село, административный центр | ↗590      |

## Местное самоуправление
Таятский сельский Совет депутатов
Дата избрания: 14.03.2010. Срок полномочий: 5 лет. Количество депутатов: 7
Глава муниципального образования
- Иванов Федор Поликарпович. Дата избрания: 14.03.2010. Срок полномочий: 5 лет

## Инфраструктура
Школа (посещают 83 учащихся), детского сада нет, работает группа дневного пребывания детей в возрасте от 3 до 6 лет, которую посещают 12 детей, сельский дом культуры, библиотека, фельдшерский пункт, администрация сельсовета, 3 магазина.

## Экономика
Торговля, заготовка и переработка леса — пилорама, пихтово-кедровая продукция: кедровое масло, орехи, халва.